# Dubravci (żupania istryjska)
Dubravci – wieś w Chorwacji, w żupanii istryjskiej, w gminie Kanfanar. W 2011 roku liczyła 8 mieszkańców.